# Паразитоїд

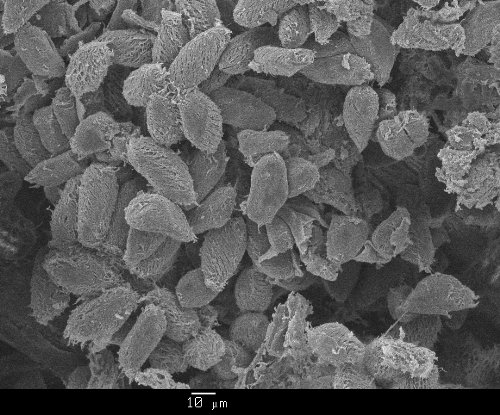
РЕМ Фотографія ендопаразитоїда інфузорій роду Collinia

Паразитоїд — організм, який проводить значну частину свого життя (у личинковій стадії), мешкаючи на або усередині свого єдиного хазяїна, якого він поступово вбиває в процесі поїдання. Таким чином, вони подібні до звичайних паразитів (але паразити не вбивають хазяїна), за винятком певних видів, що живляться носіями (хазяями). Дорослі стадії паразитоїдів (імаго) — це вільноживучі організми.
Термін паразитоїд був придуманий в 1913 р. німецьким письменником Одо Рейтером і адаптований в англомовному варіанті американським мірмекологом Вільямом Вілером.

## Систематика
Понад 50 % паразитоїдів належать до ряду Перетинчастокрилих (Hymenoptera). Найважливіші паразитоїди в межах цієї великої групи — це наїзники (Ichneumonidae, Braconidae, Proctotrupoidea, Platygastroidea і Chalcidoidea) і деякі оси (Chrysidoidea: Bethylidae, Chrysididae, Dryinidae, а також Vespoidea), паралізуючі жертву. Є паразитоїди і серед двокрилих (Diptera; особливо в родинах Tachinidae, Pipunculidae, Conopidae), жорсткокрилих (Coleoptera: родини Ripiphoridae і Rhipiceridae) і віялокрилі (Strepsiptera). Близько 10 % усіх комах є паразитоїдами.
По рядах ці види розподіляються таким чином:
- Число видів паразитоїдів серед комах (87000):
  - Hymenoptera (67000)
  - Diptera (15600)
  - Coleoptera (4000)
  - Neuroptera (50)
  - Lepidoptera (10)
  - Trichoptera (1)

Також паразитоїди відомі серед наступних груп: нематоди, протисти, бактерії і віруси.

## Типи паразитоїдів
Класифікацію форм ендопаразитизму розроблено на прикладі перетинчастокрилих комах:
- Ідіобіонти (Idiobiont), які у результаті вбивають хазяїна (жертву), і, майже без виключення, вони живуть поза хазяїном.
- Койнобіонти (Koinobiont), які дозволяють хазяїну продовжувати його розвиток і часто не вбивають аж до перетворення на лялечку або стадії імаго.
  - Ендопаразитоїди розвиваються усередині хазяїна (жертви).
  - Ектопаразитоїди розвиваються іззовні на тілі хазяїна.
- Гіперпаразитоїди, або паразитоїди вищого порядку (Hyperparasitoid, secondary parasitoid).

## У фантастиці
Тема паразитоїдів активно використовується у фантастичних фільмах жахів і в комп'ютерних іграх (наприклад, Хедкраб у серії ігор Half-Life).
Фільми:
- Чужий (1979)
- Чужі (1986)
- Чужий 3 (1992)
- Чужий: Воскресіння (1997)
- Чужий проти Хижака (2004)
- Чужі проти Хижака: Реквієм (2007)
- Прометей (2012)

## Виноски
1. ↑  Reuter O.M. Lebensgewohnheiten und Instinkte der Insekten. — Berlin: Friendlander, 1913.
2. ↑  Godfray H.C.J. Parasitoids: Behavioral and Evolutionary Ecology. — Princeton, New Jersey: Princeton Univ. Press, 1994. — ISBN 0691033250
3. ↑  Boivin G. Évolution et diversité des insectes parasitoïdes // Antennae. — 1996. — Numéro special. — Р. 6-12
4. ↑  Наприклад, Sputnik virophage, непрямий паразит мімівіруса
5. ↑  Eggleton P. & Gaston K.J. Parasitoid species and assemblages: convenient definitions or misleading compromises? // Oikos. — 1990. — 59. — Р. 417—421
6. ↑   Каспарян Д. Р. Основні напрями в еволюції паразитизму перетинчастокрилих комах (Hymenoptera). // Энтомол. огляд. — 1996. — Т. 75, № 4. — С. 756—789.